# Lasocin (województwo łódzkie)
Lasocin – wieś w Polsce położona w województwie łódzkim, w powiecie łowickim, w gminie Kiernozia.
W latach 1954–1959 wieś należała i była siedzibą władz gromady Lasocin, po jej zniesieniu w gromadzie Kiernozia. W latach 1975–1998 miejscowość administracyjnie należała do województwa płockiego.